# Kvalifikace na Mistrovství světa ve fotbale 1974 (CONCACAF)
Kvalifikace na Mistrovství světa ve fotbale 1974 zóny CONCACAF určila jednoho postupujícího na Mistrovství světa ve fotbale 1974.
Kvalifikace zóny CONCACAF se hrála v rámci Mistrovství ve fotbale zemí CONCACAF 1973. V první fázi kvalifikace zóny CONCACAF bylo 14 týmů rozlosováno do 6 skupin po třech, resp. dvou týmech. Ve skupinách se utkal každý s každým doma a venku. Vítězové skupin následně utvořili jednu šestičlennou skupinu, ve které se utkali každý s každým jednokolově na centralizovaném místě. Vítěz této skupiny postoupil na MS.

## První fáze

### Skupina 1
| Poř. | Tým    | B | Z | V | R | P | VG | IG | +/- |
| ---- | ------ | - | - | - | - | - | -- | -- | --- |
| 1    | Mexiko | 8 | 4 | 4 | 0 | 0 | 8  | 3  | 5   |
| 2    | Kanada | 3 | 4 | 1 | 1 | 2 | 6  | 7  | -1  |
| 3    | USA    | 1 | 4 | 0 | 1 | 3 | 6  | 10 | -4  |

| Datum                      | Domácí | Výsledek | Hosté  |
| -------------------------- | ------ | -------- | ------ |
| 20. srpna 1972, St. John’s | Kanada | 3 – 2    | USA    |
| 24. srpna 1972, Toronto    | Kanada | 0 – 1    | Mexiko |
| 29. srpna 1972, Baltimore  | USA    | 2 – 2    | Kanada |
| 3. září 1972, Mexico City  | Mexiko | 3 – 1    | USA    |
| 6. září 1972, Mexico City  | Mexiko | 2 – 1    | Kanada |
| 10. září 1972, Los Angeles | USA    | 1 – 2    | Mexiko |

Mexiko postoupilo do finálové fáze.

### Skupina 2
| Poř. | Tým       | B | Z | V | R | P | VG | IG | +/- |
| ---- | --------- | - | - | - | - | - | -- | -- | --- |
| 1    | Guatemala | 4 | 2 | 2 | 0 | 0 | 2  | 0  | 2   |
| 2    | Salvador  | 0 | 2 | 0 | 0 | 2 | 0  | 2  | -2  |

| Datum                            | Domácí    | Výsledek | Hosté     |
| -------------------------------- | --------- | -------- | --------- |
| 3. prosince 1972, Guatemala City | Guatemala | 1 – 0    | Salvador  |
| 10. prosince 1972, San Salvador  | Salvador  | 0 – 1    | Guatemala |

Guatemala postoupila do finálové fáze.

### Skupina 3
| Poř. | Tým       | B | Z | V | R | P | VG | IG | +/- |
| ---- | --------- | - | - | - | - | - | -- | -- | --- |
| 1    | Honduras  | 3 | 2 | 1 | 1 | 0 | 5  | 4  | 1   |
| 2    | Kostarika | 1 | 2 | 0 | 1 | 1 | 4  | 5  | -1  |

| Datum                         | Domácí    | Výsledek | Hosté     |
| ----------------------------- | --------- | -------- | --------- |
| 3. prosince 1972, Tegucigalpa | Honduras  | 2 – 1    | Kostarika |
| 10. prosince 1972, San José   | Kostarika | 3 – 3    | Honduras  |

Honduras postoupil do finálové fáze.

### Skupina 4
- Jamajka se vzdala účasti, takže  Nizozemské Antily postoupily do finálové fáze bez boje.

### Skupina 5
| Poř. | Tým       | B | Z | V | R | P | VG | IG | +/- |
| ---- | --------- | - | - | - | - | - | -- | -- | --- |
| 1    | Haiti     | 4 | 2 | 2 | 0 | 0 | 12 | 0  | 12  |
| 2    | Portoriko | 0 | 2 | 0 | 0 | 2 | 0  | 12 | -12 |

| Datum                          | Domácí    | Výsledek | Hosté     |
| ------------------------------ | --------- | -------- | --------- |
| 15. dubna 1972, Port au Prince | Haiti     | 7 – 0    | Portoriko |
| 23. dubna 1972, San Juan       | Portoriko | 0 – 5    | Haiti     |

Haiti postoupilo do finálové fáze.

### Skupina 6
| Poř. | Tým               | B | Z | V | R | P | VG | IG | +/- |
| ---- | ----------------- | - | - | - | - | - | -- | -- | --- |
| 1    | Trinidad a Tobago | 7 | 4 | 3 | 1 | 0 | 16 | 4  | 12  |
| 2    | Surinam           | 5 | 4 | 2 | 1 | 1 | 11 | 4  | 7   |
| 3    | Antigua a Barbuda | 0 | 4 | 0 | 0 | 4 | 3  | 22 | -19 |

| Datum                             | Domácí            | Výsledek | Hosté             |
| --------------------------------- | ----------------- | -------- | ----------------- |
| 10. listopadu 1972, Port of Spain | Trinidad a Tobago | 11 – 1   | Antigua a Barbuda |
| 19. listopadu 1972, Saint John's  | Antigua a Barbuda | 1 – 2    | Trinidad a Tobago |
| 28. listopadu 1972, Port of Spain | Trinidad a Tobago | 2 – 1    | Surinam           |
| 30. listopadu 1972, San Fernando  | Surinam           | 1 – 1    | Trinidad a Tobago |
| 3. prosince 1972, Saint John's    | Antigua a Barbuda | 0 – 6    | Surinam           |
| 5. prosince 1972, Saint John's    | Surinam           | 3 – 1    | Antigua a Barbuda |

Surinam hrál všechny své zápasy venku.
Trinidad a Tobago postoupil do finálové fáze.

## Finálová fáze
| Poř. | Tým               | B | Z | V | R | P | VG | IG | +/- |
| ---- | ----------------- | - | - | - | - | - | -- | -- | --- |
| 1    | Haiti             | 8 | 5 | 4 | 0 | 1 | 8  | 3  | 5   |
| 2    | Trinidad a Tobago | 6 | 5 | 3 | 0 | 2 | 11 | 4  | 7   |
| 3    | Mexiko            | 6 | 5 | 2 | 2 | 1 | 10 | 5  | 5   |
| 4    | Honduras          | 5 | 5 | 1 | 3 | 1 | 6  | 6  | 0   |
| 5    | Guatemala         | 3 | 5 | 0 | 3 | 2 | 4  | 6  | -2  |
| 6    | Nizozemské Antily | 2 | 5 | 0 | 2 | 3 | 4  | 19 | -15 |

| Datum                              | Domácí            | Výsledek | Hosté             |
| ---------------------------------- | ----------------- | -------- | ----------------- |
| 29. listopadu 1973, Port au Prince | Honduras          | 2 – 1    | Trinidad a Tobago |
| 30. listopadu 1973, Port au Prince | Mexiko            | 0 – 0    | Guatemala         |
| 1. prosince 1973, Port au Prince   | Haiti             | 3 – 0    | Nizozemské Antily |
| 3. prosince 1973, Port au Prince   | Honduras          | 1 – 1    | Mexiko            |
| 4. prosince 1973, Port au Prince   | Haiti             | 2 – 1    | Trinidad a Tobago |
| 5. prosince 1973, Port au Prince   | Nizozemské Antily | 2 – 2    | Guatemala         |
| 7. prosince 1973, Port au Prince   | Haiti             | 1 – 0    | Honduras          |
| 8. prosince 1973, Port au Prince   | Mexiko            | 8 – 0    | Nizozemské Antily |
| 10. prosince 1973, Port au Prince  | Trinidad a Tobago | 1 – 0    | Guatemala         |
| 12. prosince 1973, Port au Prince  | Honduras          | 2 – 2    | Nizozemské Antily |
| 13. prosince 1973, Port au Prince  | Haiti             | 2 – 1    | Guatemala         |
| 14. prosince 1973, Port au Prince  | Trinidad a Tobago | 4 – 0    | Mexiko            |
| 15. prosince 1973, Port au Prince  | Honduras          | 1 – 1    | Guatemala         |
| 17. prosince 1973, Port au Prince  | Trinidad a Tobago | 4 – 0    | Nizozemské Antily |
| 18. prosince 1973, Port au Prince  | Haiti             | 0 – 1    | Mexiko            |

Haiti postoupilo na Mistrovství světa ve fotbale 1974.